# Eisschnelllauf-Weltcup 2000/01

Logo des Essent ISU Weltcup

Der Eisschnelllauf-Weltcup 2000/01 wurde für Frauen und Männer an acht Weltcupstationen in sieben Ländern ausgetragen. Die Saison begann am 18. November 2000 und endete am 4. März 2001. Hier wurden von Frauen Strecken von 100 bis 5.000 und der Männer von 100 bis 10.000 Meter gelaufen.
Siehe auch: Liste der Gesamtweltcupsieger im Eisschnelllauf

## Wettbewerbe

### Frauen

#### Weltcup-Übersicht
| Datum                                                                                     | Ort                                  | Disziplin          | Sieger                          | Zweiter                                 | Dritter                               |
| ----------------------------------------------------------------------------------------- | ------------------------------------ | ------------------ | ------------------------------- | --------------------------------------- | ------------------------------------- |
| 18. Bis 19. Nov. 2000                                                                     | Berlin (Sportforum Hohenschönhausen) | 1.500 m            | Anni Friesinger                 | Gunda Niemann-Stirnemann                | Renate Groenewold                     |
| 18. Bis 19. Nov. 2000                                                                     | Berlin (Sportforum Hohenschönhausen) | 3.000 m            | Gunda Niemann-Stirnemann        | Anni Friesinger                         | Renate Groenewold                     |
| 25. Bis 26. Nov. 2000                                                                     | Heerenveen (Thialf)                  | 1.500 m            | Anni Friesinger                 | Jennifer Rodriguez                      | Gunda Niemann-Stirnemann              |
| 25. Bis 26. Nov. 2000                                                                     | Heerenveen (Thialf)                  | 5.000 m            | Gunda Niemann-Stirnemann        | Anni Friesinger                         | Maki Tabata                           |
| 9. Bis 10. Dez. 2000                                                                      | Seoul (Taereung Ice Rink)            | 500 m (9. Dez.)    | Catriona LeMay-Doan             | Svetlana Schurowa                       | Eriko Sanmiya                         |
| 9. Bis 10. Dez. 2000                                                                      | Seoul (Taereung Ice Rink)            | 1.000 m (9. Dez.)  | Chris Witty                     | Monique Garbrecht-Enfeldt               | Eriko Sanmiya Sabine Völker           |
| 9. Bis 10. Dez. 2000                                                                      | Seoul (Taereung Ice Rink)            | 500 m (10. Dez.)   | Catriona LeMay-Doan             | Eriko Sanmiya                           | Svetlana Schurowa                     |
| 9. Bis 10. Dez. 2000                                                                      | Seoul (Taereung Ice Rink)            | 1.000 m (10. Dez.) | Eriko Sanmiya                   | Monique Garbrecht-Enfeldt               | Chris Witty                           |
| 16. Bis 17. Dez. 2000                                                                     | Nagano (M-Wave)                      | 500 m (16. Dez.)   | Catriona LeMay-Doan             | Eriko Sanmiya                           | Monique Garbrecht-Enfeldt Aki Tonoike |
| 16. Bis 17. Dez. 2000                                                                     | Nagano (M-Wave)                      | 1.000 m (16. Dez.) | Eriko Sanmiya                   | Monique Garbrecht-Enfeldt               | Aki Tonoike                           |
| 16. Bis 17. Dez. 2000                                                                     | Nagano (M-Wave)                      | 500 m (17. Dez.)   | Catriona LeMay-Doan             | Eriko Sanmiya                           | Sabine Völker                         |
| 16. Bis 17. Dez. 2000                                                                     | Nagano (M-Wave)                      | 1.000 m (17. Dez.) | Aki Tonoike                     | Monique Garbrecht-Enfeldt               | Eriko Sanmiya                         |
| Mehrkampfeuropameisterschaft in Baselga di Pinè, 12.–14. Januar 2001                      |                                      |                    |                                 |                                         |                                       |
| Sprintweltmeisterschaft in Inzell (Ludwig-Schwabl-Stadion), 20.–21. Januar 2001           |                                      |                    |                                 |                                         |                                       |
| 27. Bis 28. Jan. 2001                                                                     | Helsinki (Oulunkylä Liikuntapuisto)  | 500 m (27. Dez.)   | Monique Garbrecht-Enfeldt       | Svetlana Schurowa                       | Catriona LeMay-Doan                   |
| 27. Bis 28. Jan. 2001                                                                     | Helsinki (Oulunkylä Liikuntapuisto)  | 1.000 m (27. Dez.) | Monique Garbrecht-Enfeldt       | Aki Tonoike                             | Marianne Timmer                       |
| 27. Bis 28. Jan. 2001                                                                     | Helsinki (Oulunkylä Liikuntapuisto)  | 500 m (28. Dez.)   | Catriona LeMay-Doan             | Monique Garbrecht-Enfeldt               | Andrea Nuyt                           |
| 27. Bis 28. Jan. 2001                                                                     | Helsinki (Oulunkylä Liikuntapuisto)  | 1.000 m (28. Dez.) | Monique Garbrecht-Enfeldt       | Chris Witty                             | Aki Tonoike                           |
| 2. Bis 4. Feb. 2001                                                                       | Heerenveen (Thialf)                  | 3.000 m            | Claudia Pechstein               | Gunda Niemann-Stirnemann                | Tonny de Jong                         |
| 2. Bis 4. Feb. 2001                                                                       | Heerenveen (Thialf)                  | 1.500 m            | Claudia Pechstein               | Anni Friesinger                         | Tonny de Jong                         |
| 2. Bis 4. Feb. 2001                                                                       | Heerenveen (Thialf)                  | 500 m              | Catriona LeMay-Doan             | Monique Garbrecht-Enfeldt               | Sabine Völker                         |
| 2. Bis 4. Feb. 2001                                                                       | Heerenveen (Thialf)                  | 1.000 m            | Catriona LeMay-Doan             | Sabine Völker                           | Monique Garbrecht-Enfeldt             |
| 2. Bis 4. Feb. 2001                                                                       | Heerenveen (Thialf)                  | 1.000 m            | Monique Garbrecht-Enfeldt       | Eriko Sanmiya                           | Catriona LeMay-Doan                   |
| 2. Bis 4. Feb. 2001                                                                       | Heerenveen (Thialf)                  | 500 m              | Catriona LeMay-Doan             | Monique Garbrecht-Enfeldt               | Svetlana Schurowa                     |
| Mehrkampfweltmeisterschaft in Budapest, 10.–11. Februar 2001                              |                                      |                    |                                 |                                         |                                       |
| 17. Bis 18. Feb. 2001                                                                     | Hamar (Vikingskipet)                 | 1.500 m            | Anni Friesinger                 | Barbara de Loor                         | Gunda Niemann-Stirnemann              |
| 17. Bis 18. Feb. 2001                                                                     | Hamar (Vikingskipet)                 | 3.000 m            | Gunda Niemann-Stirnemann        | Claudia Pechstein                       | Anni Friesinger                       |
| 2. Bis 4. Mär. 2001                                                                       | Calgary (Olympic Oval)               | 3.000 m            | Claudia Pechstein               | Gunda Niemann-Stirnemann                | Ljudmila Prokaschewa                  |
| 2. Bis 4. Mär. 2001                                                                       | Calgary (Olympic Oval)               | 1.500 m            | Anni Friesinger                 | Claudia Pechstein                       | Jennifer Rodriguez                    |
| 2. Bis 4. Mär. 2001                                                                       | Calgary (Olympic Oval)               | 500 m              | Catriona LeMay-Doan             | Svetlana Schurowa                       | Sabine Völker                         |
| 2. Bis 4. Mär. 2001                                                                       | Calgary (Olympic Oval)               | 1.000 m            | Catriona LeMay-Doan Chris Witty |                                         | Monique Garbrecht-Enfeldt             |
| 2. Bis 4. Mär. 2001                                                                       | Calgary (Olympic Oval)               | 1.000 m            | Chris Witty                     | Sabine Völker                           | Monique Garbrecht-Enfeldt             |
| 2. Bis 4. Mär. 2001                                                                       | Calgary (Olympic Oval)               | 500 m              | Catriona LeMay-Doan             | Monique Garbrecht-Enfeldt Sabine Völker |                                       |
| Einzelstreckenweltmeisterschaften in Salt Lake City (Utah Olympic Oval), 9.–11. März 2001 |                                      |                    |                                 |                                         |                                       |

#### 500 Meter
(Endstand: Nach 10 Rennen)
| Rang | Name                      | Land                | Punkte |
| ---- | ------------------------- | ------------------- | ------ |
| 1    | Catriona LeMay-Doan       | Kanada              | 970    |
| 2    | Monique Garbrecht-Enfeldt | Deutschland         | 730    |
| 3    | Svetlana Schurowa         | Russland            | 633    |
| 4    | Eriko Sanmiya             | Japan               | 571    |
| 5    | Sabine Völker             | Deutschland         | 467    |
| 6    | Aki Tonoike               | Japan               | 413    |
| 7    | Andrea Nuyt               | Niederlande         | 394    |
| 8    | Manli Wang                | Volksrepublik China | 354    |
| 9    | Susan Auch                | Kanada              | 322    |
| 10   | Sayuri Ōsuga              | Japan               | 292    |
|      |                           |                     |        |
| 15   | Jenny Wolf                | Deutschland         | 143    |
| 26   | Marion Wohlrab            | Deutschland         | 74     |
| 29   | Christina Zummack         | Deutschland         | 27     |

#### 1.000 Meter
(Endstand: Nach 10 Rennen)
| Rang | Name                      | Land               | Punkte |
| ---- | ------------------------- | ------------------ | ------ |
| 1    | Monique Garbrecht-Enfeldt | Deutschland        | 830    |
| 2    | Chris Witty               | Vereinigte Staaten | 691    |
| 3    | Eriko Sanmiya             | Japan              | 650    |
| 4    | Aki Tonoike               | Japan              | 575    |
| 5    | Catriona LeMay-Doan       | Kanada             | 528    |
| 6    | Sabine Völker             | Deutschland        | 480    |
| 7    | Svetlana Schurowa         | Russland           | 348    |
| 8    | Amy Sannes                | Vereinigte Staaten | 340    |
| 9    | Andrea Nuyt               | Niederlande        | 334    |
| 10   | Edel Therese Høiseth      | Norwegen           | 263    |
|      |                           |                    |        |
| 13   | Marion Wohlrab            | Deutschland        | 190    |

#### 1.500 Meter
(Endstand: Nach 5 Rennen)
| Rang | Name                      | Land                | Punkte |
| ---- | ------------------------- | ------------------- | ------ |
| 1    | Anni Friesinger           | Deutschland         | 480    |
| 2    | Gunda Niemann-Stirnemann  | Deutschland         | 320    |
| 3    | Claudia Pechstein         | Deutschland         | 282    |
| 4    | Jennifer Rodriguez        | Vereinigte Staaten  | 278    |
| 5    | Barbara de Loor           | Niederlande         | 230    |
| 6    | Warwara Baryschewa        | Russland            | 208    |
| 7    | Li Song                   | Volksrepublik China | 196    |
| 8    | Tonny de Jong             | Niederlande         | 195    |
| 9    | Renate Groenewold         | Niederlande         | 179    |
| 10   | Annamarie Thomas          | Niederlande         | 145    |
|      |                           |                     |        |
| 15   | Marion Wohlrab            | Deutschland         | 74     |
| 23   | Emese Hunyady             | Österreich          | 33     |
| 24   | Monique Garbrecht-Enfeldt | Deutschland         | 32     |
| 25   | Daniela Anschütz          | Deutschland         | 31     |

#### 3.000/5.000 Meter
(Endstand: Nach 5 Rennen)
| Rang | Name                     | Land               | Punkte |
| ---- | ------------------------ | ------------------ | ------ |
| 1    | Gunda Niemann-Stirnemann | Deutschland        | 460    |
| 2    | Claudia Pechstein        | Deutschland        | 390    |
| 3    | Anni Friesinger          | Deutschland        | 230    |
| 4    | Renate Groenewold        | Niederlande        | 220    |
| 5    | Barbara de Loor          | Niederlande        | 215    |
| 6    | Tonny de Jong            | Niederlande        | 202    |
| 7    | Maki Tabata              | Japan              | 192    |
| 8    | Warwara Baryschewa       | Russland           | 166    |
| 9    | Wieteke Cramer           | Niederlande        | 148    |
| 10   | Jennifer Rodriguez       | Vereinigte Staaten | 136    |
|      |                          |                    |        |
| 16   | Daniela Anschütz         | Deutschland        | 94     |
| 21   | Lucille Opitz            | Deutschland        | 52     |
| 26   | Emese Dörfler-Antal      | Österreich         | 24     |

### Männer

#### Weltcup-Übersicht
| Datum                                                                                     | Ort                                  | Disziplin          | Sieger             | Zweiter                          | Dritter                               |
| ----------------------------------------------------------------------------------------- | ------------------------------------ | ------------------ | ------------------ | -------------------------------- | ------------------------------------- |
| 18. Bis 19. Nov. 2000                                                                     | Berlin (Sportforum Hohenschönhausen) | 1.500 m            | Rintje Ritsma      | Hiroyuki Noake                   | Alexander Kibalko                     |
| 18. Bis 19. Nov. 2000                                                                     | Berlin (Sportforum Hohenschönhausen) | 5.000 m            | Gianni Romme       | Rintje Ritsma                    | Carl Verheijen                        |
| 25. Bis 26. Nov. 2000                                                                     | Heerenveen (Thialf)                  | 1.500 m            | Erben Wennemars    | Rintje Ritsma                    | Gianni Romme                          |
| 25. Bis 26. Nov. 2000                                                                     | Heerenveen (Thialf)                  | 10.000 m           | Gianni Romme       | Bob de Jong                      | Wadim Sajutin                         |
| 9. Bis 10. Dez. 2000                                                                      | Seoul (Taereung Ice Rink)            | 500 m (9. Dez.)    | Jeremy Wotherspoon | Janne Hänninen Toyoki Takeda     |                                       |
| 9. Bis 10. Dez. 2000                                                                      | Seoul (Taereung Ice Rink)            | 1.000 m (9. Dez.)  | Choi Jae-bong      | Mike Ireland                     | Lee Kyu-hyeok                         |
| 9. Bis 10. Dez. 2000                                                                      | Seoul (Taereung Ice Rink)            | 500 m (10. Dez.)   | Hiroyasu Shimizu   | Mike Ireland                     | Jeremy Wotherspoon                    |
| 9. Bis 10. Dez. 2000                                                                      | Seoul (Taereung Ice Rink)            | 1.000 m (10. Dez.) | Mike Ireland       | Ådne Søndrål                     | Jeremy Wotherspoon                    |
| 16. Bis 17. Dez. 2000                                                                     | Nagano (M-Wave)                      | 500 m (16. Dez.)   | Hiroyasu Shimizu   | Mike Ireland Jeremy Wotherspoon  |                                       |
| 16. Bis 17. Dez. 2000                                                                     | Nagano (M-Wave)                      | 1.000 m (16. Dez.) | Ådne Søndrål       | Toyoki Takeda                    | Casey Fitzrandolph                    |
| 16. Bis 17. Dez. 2000                                                                     | Nagano (M-Wave)                      | 500 m (17. Dez.)   | Hiroyasu Shimizu   | Toyoki Takeda                    | Jeremy Wotherspoon                    |
| 16. Bis 17. Dez. 2000                                                                     | Nagano (M-Wave)                      | 1.000 m (17. Dez.) | Ådne Søndrål       | Hiroyasu Shimizu                 | Jeremy Wotherspoon                    |
| Mehrkampfeuropameisterschaft in Baselga di Pinè, 12.–14. Januar 2001                      |                                      |                    |                    |                                  |                                       |
| Sprintweltmeisterschaft in Inzell (Ludwig-Schwabl-Stadion), 20.–21. Januar 2001           |                                      |                    |                    |                                  |                                       |
| 27. Bis 28. Jan. 2001                                                                     | Helsinki (Oulunkylä Liikuntapuisto)  | 500 m (27. Dez.)   | Manabu Horii       | Tomasz Swist                     | Hiroyasu Shimizu Jeremy Wotherspoon   |
| 27. Bis 28. Jan. 2001                                                                     | Helsinki (Oulunkylä Liikuntapuisto)  | 1.000 m (27. Dez.) | Ådne Søndrål       | Toyoki Takeda                    | Choi Jae-bong                         |
| 27. Bis 28. Jan. 2001                                                                     | Helsinki (Oulunkylä Liikuntapuisto)  | 500 m (28. Dez.)   | Jeremy Wotherspoon | Toyoki Takeda                    | Hiroyasu Shimizu                      |
| 27. Bis 28. Jan. 2001                                                                     | Helsinki (Oulunkylä Liikuntapuisto)  | 1.000 m (28. Dez.) | Jeremy Wotherspoon | Erben Wennemars                  | Choi Jae-bong                         |
| 2. Bis 4. Feb. 2001                                                                       | Heerenveen (Thialf)                  | 5.000 m            | Gianni Romme       | Bob de Jong                      | Carl Verheijen                        |
| 2. Bis 4. Feb. 2001                                                                       | Heerenveen (Thialf)                  | 1.500 m            | Ådne Søndrål       | Ids Postma                       | Rintje Ritsma                         |
| 2. Bis 4. Feb. 2001                                                                       | Heerenveen (Thialf)                  | 500 m              | Hiroyasu Shimizu   | Jeremy Wotherspoon               | Jan Bos                               |
| 2. Bis 4. Feb. 2001                                                                       | Heerenveen (Thialf)                  | 1.000 m            | Ådne Søndrål       | Erben Wennemars                  | Gerard van Velde                      |
| 2. Bis 4. Feb. 2001                                                                       | Heerenveen (Thialf)                  | 1.000 m            | Erben Wennemars    | Jan Bos                          | Nick Pearson                          |
| 2. Bis 4. Feb. 2001                                                                       | Heerenveen (Thialf)                  | 500 m              | Hiroyasu Shimizu   | Manabu Horii                     | Casey Fitzrandolph Jeremy Wotherspoon |
| Mehrkampfweltmeisterschaft in Budapest, 10.–11. Februar 2001                              |                                      |                    |                    |                                  |                                       |
| 17. Bis 18. Feb. 2001                                                                     | Hamar (Vikingskipet)                 | 1.500 m            | Ådne Søndrål       | Alexander Kibalko                | Dustin Molicki                        |
| 17. Bis 18. Feb. 2001                                                                     | Hamar (Vikingskipet)                 | 5.000 m            | Gianni Romme       | Wadim Sajutin                    | Carl Verheijen                        |
| 2. Bis 4. Mär. 2001                                                                       | Calgary (Olympic Oval)               | 5.000 m            | Carl Verheijen     | Bob de Jong                      | Wadim Sajutin                         |
| 2. Bis 4. Mär. 2001                                                                       | Calgary (Olympic Oval)               | 1.500 m            | Ådne Søndrål       | Alexander Kibalko                | Sergei Zybenko                        |
| 2. Bis 4. Mär. 2001                                                                       | Calgary (Olympic Oval)               | 500 m              | Hiroyasu Shimizu   | Casey Fitzrandolph Lee Kyu-hyeok |                                       |
| 2. Bis 4. Mär. 2001                                                                       | Calgary (Olympic Oval)               | 1.000 m            | Jeremy Wotherspoon | Casey Fitzrandolph               | Sergei Klewtschenja                   |
| 2. Bis 4. Mär. 2001                                                                       | Calgary (Olympic Oval)               | 1.000 m            | Mike Ireland       | Jeremy Wotherspoon               | Sergei Klewtschenja                   |
| 2. Bis 4. Mär. 2001                                                                       | Calgary (Olympic Oval)               | 500 m              | Hiroyasu Shimizu   | Jeremy Wotherspoon               | Toyoki Takeda                         |
| Einzelstreckenweltmeisterschaften in Salt Lake City (Utah Olympic Oval), 9.–11. März 2001 |                                      |                    |                    |                                  |                                       |

#### 500 Meter
(Endstand: Nach 10 Rennen)
| Rang | Name               | Land               | Punkte |
| ---- | ------------------ | ------------------ | ------ |
| 1    | Hiroyasu Shimizu   | Japan              | 862    |
| 2    | Jeremy Wotherspoon | Kanada             | 780    |
| 3    | Toyoki Takeda      | Japan              | 586    |
| 4    | Manabu Horii       | Japan              | 463    |
| 5    | Mike Ireland       | Kanada             | 419    |
| 6    | Lee Kyu-hyeok      | Südkorea           | 408    |
| 7    | Casey Fitzrandolph | Vereinigte Staaten | 398    |
| 8    | Jan Bos            | Niederlande        | 348    |
| 9    | Janne Hänninen     | Finnland           | 280    |
| 10   | Erben Wennemars    | Niederlande        | 271    |
|      |                    |                    |        |
| 28   | Andreas Behr       | Deutschland        | 41     |
| 29   | Michael Künzel     | Deutschland        | 41     |
| 30   | Jan Waterstradt    | Deutschland        | 28     |

#### 1.000 Meter
(Endstand: Nach 10 Rennen)
| Rang | Name                | Land               | Punkte |
| ---- | ------------------- | ------------------ | ------ |
| 1    | Jeremy Wotherspoon  | Kanada             | 652    |
| 2    | Ådne Søndrål        | Norwegen           | 616    |
| 3    | Mike Ireland        | Kanada             | 499    |
| 4    | Lee Kyu-hyeok       | Südkorea           | 490    |
| 5    | Erben Wennemars     | Niederlande        | 482    |
| 6    | Toyoki Takeda       | Japan              | 459    |
| 7    | Casey Fitzrandolph  | Vereinigte Staaten | 450    |
| 8    | Choi Jae-bong       | Südkorea           | 449    |
| 9    | Sergei Klewtschenja | Russland           | 330    |
| 10   | Jan Bos             | Niederlande        | 305    |
|      |                     |                    |        |
| 25   | Michael Künzel      | Deutschland        | 67     |
| 27   | Jan Waterstradt     | Deutschland        | 61     |

#### 1.500 Meter
(Endstand: Nach 5 Rennen)
| Rang | Name              | Land               | Punkte |
| ---- | ----------------- | ------------------ | ------ |
| 1    | Alexander Kibalko | Russland           | 350    |
| 2    | Ådne Søndrål      | Norwegen           | 300    |
| 3    | Rintje Ritsma     | Niederlande        | 274    |
| 4    | Erben Wennemars   | Niederlande        | 210    |
| 5    | Derek Parra       | Vereinigte Staaten | 203    |
| 6    | Hiroyuki Noake    | Japan              | 170    |
| 7    | Vadim Sajutin     | Russland           | 168    |
| 8    | Ids Postma        | Niederlande        | 156    |
| 9    | Sergei Zybenko    | Kasachstan         | 140    |
| 10   | Petter Andersen   | Norwegen           | 138    |
|      |                   |                    |        |
| 14   | Christian Breuer  | Deutschland        | 126    |

#### 5.000/10.000 Meter
(Endstand: Nach 5 Rennen)
| Rang | Name                 | Land        | Punkte |
| ---- | -------------------- | ----------- | ------ |
| 1    | Gianni Romme         | Niederlande | 424    |
| 2    | Carl Verheijen       | Niederlande | 370    |
| 3    | Bob de Jong          | Niederlande | 340    |
| 4    | Vadim Sajutin        | Russland    | 320    |
| 5    | Bart Veldkamp        | Belgien     | 245    |
| 6    | Keiji Shirahata      | Japan       | 208    |
| 7    | Frank Dittrich       | Deutschland | 206    |
| 8    | Jochem Uytdehaage    | Niederlande | 161    |
| 9    | Rintje Ritsma        | Niederlande | 152    |
| 10   | Lasse Sætre          | Norwegen    | 119    |
|      |                      |             |        |
| 11   | Alexander Baumgärtel | Deutschland | 110    |
| 17   | Rayk Fritzsche       | Deutschland | 67     |
| 19   | René Taubenrauch     | Deutschland | 54     |
| 26   | Knut Morgenstern     | Deutschland | 28     |
| 29   | Martin Feigenwinter  | Schweiz     | 22     |

## Gesamt
- Platz: Gibt die Reihenfolge der Athleten wieder. Diese wird durch die Anzahl der Weltcupsiege bestimmt. Bei gleicher Anzahl werden die 2. Platzierungen verglichen, danach die 3. Platzierungen
- Name: Nennt den Namen des Athleten
- Land: Nennt das Land, für das der Athlet startete
- Siege: Nennt die Anzahl der Weltcupsiege
- 2. Plätze: Nennt die Anzahl der errungenen 2. Plätze
- 3. Plätze: Nennt die Anzahl der errungenen 3. Plätze
- Gesamt: Nennt die Anzahl aller gewonnenen Medaillen

### Top Ten
- Die Top Ten zeigt die zehn erfolgreichsten Sportler/-innen des Eisschnelllauf-Weltcups 2000/01

| Platz | Name                      | Land               | Siege | 2. Plätze | 3. Plätze | Gesamt |
| ----- | ------------------------- | ------------------ | ----- | --------- | --------- | ------ |
| 1.    | Catriona LeMay-Doan       | Kanada             | 11    | 0         | 2         | 13     |
| 2.    | Hiroyasu Shimizu          | Japan              | 7     | 1         | 2         | 10     |
| 3.    | Ådne Søndrål              | Norwegen           | 7     | 1         | 0         | 8      |
| 4.    | Monique Garbrecht-Enfeldt | Deutschland        | 4     | 8         | 4         | 16     |
| 5.    | Jeremy Wotherspoon        | Kanada             | 4     | 4         | 6         | 14     |
| 6.    | Anni Friesinger           | Deutschland        | 4     | 3         | 1         | 8      |
| 7.    | Gianni Romme              | Niederlande        | 4     | 0         | 1         | 5      |
| 8.    | Gunda Niemann-Stirnemann  | Deutschland        | 3     | 3         | 2         | 8      |
| 9.    | Claudia Pechstein         | Deutschland        | 3     | 2         | 0         | 5      |
| 10.   | Chris Witty               | Vereinigte Staaten | 3     | 1         | 1         | 5      |

### Frauen
| Platz | Name                      | Land               | Siege | 2. Plätze | 3. Plätze | Gesamt |
| ----- | ------------------------- | ------------------ | ----- | --------- | --------- | ------ |
| 1.    | Catriona LeMay-Doan       | Kanada             | 11    | 0         | 2         | 13     |
| 2.    | Monique Garbrecht-Enfeldt | Deutschland        | 4     | 8         | 4         | 16     |
| 3.    | Anni Friesinger           | Deutschland        | 4     | 3         | 1         | 8      |
| 4.    | Gunda Niemann-Stirnemann  | Deutschland        | 3     | 3         | 2         | 8      |
| 5.    | Claudia Pechstein         | Deutschland        | 3     | 2         | 0         | 5      |
| 6.    | Chris Witty               | Vereinigte Staaten | 3     | 1         | 1         | 5      |
| 7.    | Eriko Sanmiya             | Japan              | 2     | 4         | 3         | 9      |
| 8.    | Aki Tonoike               | Japan              | 1     | 1         | 3         | 5      |
| 9.    | Sabine Völker             | Deutschland        | 0     | 3         | 4         | 7      |
| 10.   | Svetlana Schurowa         | Russland           | 0     | 3         | 2         | 5      |
| 11.   | Jennifer Rodriguez        | Vereinigte Staaten | 0     | 1         | 1         | 2      |
| 12.   | Barbara de Loor           | Niederlande        | 0     | 1         | 0         | 1      |
| 13.   | Renate Groenewold         | Niederlande        | 0     | 0         | 2         | 2      |
| 13.   | Tonny de Jong             | Niederlande        | 0     | 0         | 2         | 2      |
| 15.   | Andrea Nuyt               | Niederlande        | 0     | 0         | 1         | 1      |
| 15.   | Lyudmila Prokasheva       | Kasachstan         | 0     | 0         | 1         | 1      |
| 15.   | Maki Tabata               | Japan              | 0     | 0         | 1         | 1      |
| 15.   | Marianne Timmer           | Niederlande        | 0     | 0         | 1         | 1      |

### Männer
| Platz | Name                | Land               | Siege | 2. Plätze | 3. Plätze | Gesamt |
| ----- | ------------------- | ------------------ | ----- | --------- | --------- | ------ |
| 1.    | Hiroyasu Shimizu    | Japan              | 7     | 1         | 2         | 10     |
| 2.    | Ådne Søndrål        | Norwegen           | 7     | 1         | 0         | 8      |
| 3.    | Jeremy Wotherspoon  | Kanada             | 4     | 4         | 6         | 14     |
| 4.    | Gianni Romme        | Niederlande        | 4     | 0         | 1         | 5      |
| 5.    | Mike Ireland        | Kanada             | 2     | 3         | 0         | 5      |
| 6.    | Erben Wennemars     | Niederlande        | 2     | 2         | 0         | 4      |
| 7.    | Rintje Ritsma       | Niederlande        | 1     | 2         | 1         | 4      |
| 8.    | Manabu Horii        | Japan              | 1     | 1         | 0         | 2      |
| 9.    | Carl Verheijen      | Niederlande        | 1     | 0         | 3         | 4      |
| 10.   | Choi Jae-bong       | Südkorea           | 1     | 0         | 2         | 3      |
| 11.   | Toyoki Takeda       | Japan              | 0     | 5         | 1         | 6      |
| 12.   | Bob de Jong         | Niederlande        | 0     | 3         | 0         | 3      |
| 13.   | Casey Fitzrandolph  | Vereinigte Staaten | 0     | 2         | 2         | 4      |
| 14.   | Alexander Kibalko   | Russland           | 0     | 2         | 1         | 3      |
| 15.   | Vadim Sajutin       | Russland           | 0     | 1         | 2         | 3      |
| 16.   | Jan Bos             | Niederlande        | 0     | 1         | 1         | 2      |
| 16.   | Lee Kyu-hyeok       | Südkorea           | 0     | 1         | 1         | 2      |
| 18.   | Hiroyuki Noake      | Japan              | 0     | 1         | 0         | 1      |
| 18.   | Ids Postma          | Niederlande        | 0     | 1         | 0         | 1      |
| 18.   | Janne Hänninen      | Finnland           | 0     | 1         | 0         | 1      |
| 18.   | Tomasz Swist        | Polen              | 0     | 1         | 0         | 1      |
| 22.   | Sergei Klewtschenja | Russland           | 0     | 0         | 2         | 2      |
| 23.   | Dustin Molicki      | Kanada             | 0     | 0         | 1         | 1      |
| 23.   | Gerard van Velde    | Niederlande        | 0     | 0         | 1         | 1      |
| 23.   | Nick Pearson        | Vereinigte Staaten | 0     | 0         | 1         | 1      |
| 23.   | Sergei Zybenko      | Kasachstan         | 0     | 0         | 1         | 1      |

### Nationenwertung
- Die Nationenwertung zeigt die erfolgreichsten Nationen (Sportler/-innen) des Eisschnelllauf-Weltcups 2000/01

| Platz | Land               | Siege | 2. Plätze | 3. Plätze | Gesamt |
| ----- | ------------------ | ----- | --------- | --------- | ------ |
| 1.    | Kanada             | 17    | 7         | 9         | 33     |
| 2.    | Deutschland        | 14    | 19        | 11        | 44     |
| 3.    | Japan              | 11    | 13        | 10        | 34     |
| 4.    | Niederlande        | 8     | 10        | 13        | 31     |
| 5.    | Norwegen           | 7     | 1         | 0         | 8      |
| 6.    | Vereinigte Staaten | 3     | 4         | 5         | 12     |
| 7.    | Südkorea           | 1     | 1         | 3         | 5      |
| 8.    | Russland           | 0     | 6         | 7         | 13     |
| 9.    | Finnland           | 0     | 1         | 0         | 1      |
| 10.   | Polen              | 0     | 1         | 0         | 1      |
| 11.   | Kasachstan         | 0     | 0         | 2         | 2      |